# Alexandre Léopold d'Autriche
 (avril 2023).
Si vous disposez d'ouvrages ou d'articles de référence ou si vous connaissez des sites web de qualité traitant du thème abordé ici, merci de compléter l'article en donnant les références utiles à sa vérifiabilité et en les liant à la section « Notes et références ».
Titre
Archiduc d'Autriche,  Prince de Hongrie, de Bohême, de Bourgogne, de Milan, de Brabant, de Limbourg et de Luxembourg
1er mars 1792 – 19 avril 1793
(1 an, 1 mois et 18 jours)
Alexandre Léopold Jean Joseph de Habsbourg-Lorraine, archiduc d'Autriche (né le 14 août 1772 à Florence et décédé à Laxenbourg, le 12 juillet 1795) est le sixième enfant et quatrième fils de l'empereur Léopold II et sa femme Marie-Louise d'Espagne.

## Biographie
Petit-fils du défunt empereur François Ier du Saint-Empire et de l'impératrice et reine Marie-Thérèse, le jeune archiduc est également et entre autres le neveu du roi Charles IV d'Espagne, de la reine de France Marie-Antoinette d'Autriche, de la reine de Naples et de Sicile Marie-Caroline d'Autriche.
Il naît à Florence, capitale du Grand-duché de Toscane dont son père est le souverain. Sa grand-mère l'impératrice Marie-Thérèse qui fit l'admiration de l'Europe meurt en 1780. Son oncle, l'empereur Joseph II du Saint-Empire meurt en 1790 sans laisser de descendance, c'est donc le grand-duc de Toscane qui lui succède sous le nom de Léopold II du Saint-Empire. Le grand-duc s'installe dès lors à Vienne avec ses enfants, Ferdinand III de Toscane, Charles d'Autriche et Joseph d'Autriche.
La première tâche de l'empereur Léopold II est de se réconcilier ses peuples mécontents des réformes brutales du règne précèdent. Outre la paix avec la Turquie, il rétablit en Hongrie un vice-roi ou " prince palatin" et, dans la mesure où son fils aîné est promis à la couronne impériale, le cadet au grand-duché de Toscane, il fait élire par la diète son troisième fils Alexandre Léopold âgé de 18 ans. L'empereur meurt en 1792 laissant l'Empire à son fils qui devient François II du Saint-Empire. L'archiduc Alexandre Léopold est le premier membre de la Maison de Habsbourg-Lorraine à gouverner la Hongrie.
Suivant l'exemple de son père, le jeune homme mène d'abord une politique prudente et modérée. Cependant, la conspiration jacobine qui voulait le créer roi d'une Hongrie indépendante le déçoit énormément et le conduit à mener une politique de répression. Dans le même temps, Tadeusz Kościuszko lui propose la couronne de Pologne qu'il refuse également. Confronté à la Révolution Française qui condamne à mort sa tante, la reine Marie-Antoinette, il affiche des opinions très conservatrices notamment en ce qui concerne les rapports sociaux.
D'une santé précaire, il rentre à Vienne pour se faire soigner et demeure au palais de Laxenbourg. À l'instar de ses pairs, le nouveau prince palatin est passionné par la chimie et les mathématiques. Ayant invité sa belle-sœur et cousine l'impératrice née Marie-Thérèse de Bourbon-Naples, il souhaite lui faire la surprise d'un feu d'artifice.
Pendant la préparation des festivités, un incident provoque une explosion. L'archiduc de 22 ans et ses serviteurs meurent brûlés vifs.
Son frère Joseph lui succède comme palatin de Hongrie.